# 12 Heures de Sebring 2023
Navigation
Édition précédente Édition suivante
Les 12 Heures de Sebring 2023 (2023 Mobil 1 12 Hours of Sebring presented by Advance Auto Parts), disputées du 15 mars 2023 au 18 mars 2023, ont été la 71e édition de l'épreuve et la deuxième manche du championnat WeatherTech SportsCar Championship 2023.

## Circuit

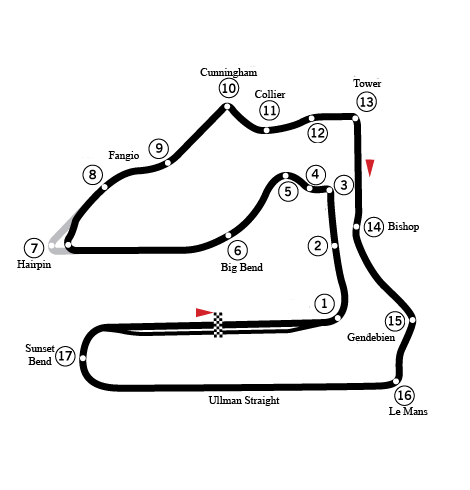
Le Sebring International Raceway, cadre des 12 Heures de Sebring 2022.

Les 12 Heures de Sebring 2022 se déroulent sur le Sebring International Raceway situé en Floride. Il est composé de deux longues lignes droites, séparées par des courbes rapides ainsi que quelques chicanes. Ce tracé a un grand passé historique car il est utilisé pour des courses automobiles depuis 1950. Ce circuit est célèbre car il a accueilli la Formule 1.

## Course

### Classements intermédiaires
| Pos. | Après la 1re heure | Après la 1re heure                                                                      | Après la 3e heure | Après la 3e heure                                                       | Après la 6e heure | Après la 6e heure                                                                       | Après la 9e heure | Après la 9e heure                                                                       |
| Pos. | n°                 | Voiture / Pilotes                                                                       | n°                | Voiture / Pilotes                                                       | n°                | Voiture / Pilotes                                                                       | n°                | Voiture / Pilotes                                                                       |
| ---- | ------------------ | --------------------------------------------------------------------------------------- | ----------------- | ----------------------------------------------------------------------- | ----------------- | --------------------------------------------------------------------------------------- | ----------------- | --------------------------------------------------------------------------------------- |
| 1    | 60                 | Meyer Shank Racing w/ Curb Agajanian Acura ARX-06 (GTP) Blomqvist - Braun - Castroneves | 01                | Cadillac Racing Cadillac V-LMDh (GTP) Bourdais - van der Zande - Dixon  | 01                | Cadillac Racing Cadillac V-LMDh (GTP) Bourdais - van der Zande - Dixon                  | 60                | Meyer Shank Racing w/ Curb Agajanian Acura ARX-06 (GTP) Blomqvist - Braun - Castroneves |
| 2    | 7                  | Porsche Team Penske - Porsche 963 (GTP) Campbell - Nasr - Christensen                   | 24                | BMW M Team RLL - BMW M Hybrid V8 Eng - Farfus - Wittmann                | 10                | Konica Minolta Acura ARX-06 (GTP) Albuquerque - Delétraz - Taylor                       | 25                | BMW M Team RLL - BMW M Hybrid V8 De Phillippi - Yelloly - van der Linde                 |
| 3    | 01                 | Cadillac Racing Cadillac V-LMDh (GTP) Bourdais - van der Zande - Dixon                  | 7                 | Porsche Team Penske - Porsche 963 (GTP) Campbell - Nasr - Christensen   | 31                | Whelen Engineering Racing Cadillac V-LMDh Cadillac V-LMDh (GTP) Aitken - Derani - Sims  | 7                 | Porsche Team Penske - Porsche 963 (GTP) Campbell - Nasr - Christensen                   |
| 4    | 31                 | Whelen Engineering Racing Cadillac V-LMDh Cadillac V-LMDh (GTP) Aitken - Derani - Sims  | 25                | BMW M Team RLL - BMW M Hybrid V8 De Phillippi - Yelloly - van der Linde | 6                 | Porsche Team Penske - Porsche 963 (GTP) Jaminet - Tandy - Cameron                       | 6                 | Porsche Team Penske - Porsche 963 (GTP) Jaminet - Tandy - Cameron                       |
| 5    | 10                 | Konica Minolta Acura ARX-06 (GTP) Albuquerque - Delétraz - Taylor                       | 10                | Konica Minolta Acura ARX-06 (GTP) Albuquerque - Delétraz - Taylor       | 60                | Meyer Shank Racing w/ Curb Agajanian Acura ARX-06 (GTP) Blomqvist - Braun - Castroneves | 10                | Konica Minolta Acura ARX-06 (GTP) Albuquerque - Delétraz - Taylor                       |

### Classement de la course
Voici le classement officiel au terme de la course.
- Les vainqueurs de chaque catégorie sont signalés par un fond jauni.
- Pour la colonne Pneus, il faut passer le curseur au-dessus du modèle pour connaître le manufacturier de pneumatiques.

| Pos     | Classe  | no  | Écurie                                    | Pilotes                                                 | Châssis                                 | Pneus | Tours | Temps                |
| ------- | ------- | --- | ----------------------------------------- | ------------------------------------------------------- | --------------------------------------- | ----- | ----- | -------------------- |
| Pos     | Classe  | no  | Écurie                                    | Pilotes                                                 | Moteur                                  | Pneus | Tours | Temps                |
| 1       | GTP     | 31  | Whelen Engineering Racing Cadillac V-LMDh | Jack Aitken Pipo Derani Alexander Sims                  | Cadillac V-LMDh                         | M     | 322   | 12 h 00 min 53 s 382 |
| 1       | GTP     | 31  | Whelen Engineering Racing Cadillac V-LMDh | Jack Aitken Pipo Derani Alexander Sims                  | Cadillac LMC55R 5,5 L V8 Atmo           | M     | 322   | 12 h 00 min 53 s 382 |
| 2       | GTP     | 25  | BMW M Team RLL                            | Connor De Phillippi Nick Yelloly Sheldon van der Linde  | BMW M Hybrid V8                         | M     | 322   | + 2 s 940            |
| 2       | GTP     | 25  | BMW M Team RLL                            | Connor De Phillippi Nick Yelloly Sheldon van der Linde  | BMW P66/3 4,0 L V8 Turbo                | M     | 322   | + 2 s 940            |
| 3       | LMP2    | 8   | Tower Motorsports                         | John Farano Scott McLaughlin Kyffin Simpson             | Oreca 07                                | M     | 318   | + 4 tours            |
| 3       | LMP2    | 8   | Tower Motorsports                         | John Farano Scott McLaughlin Kyffin Simpson             | Gibson GK428 4,2 L V8 Atmo              | M     | 318   | + 4 tours            |
| 4       | LMP2    | 11  | TDS Racing                                | Scott Huffaker (en) Mikkel Jensen Steven Thomas         | Oreca 07                                | M     | 318   | + 4 tours            |
| 4       | LMP2    | 11  | TDS Racing                                | Scott Huffaker (en) Mikkel Jensen Steven Thomas         | Gibson GK428 4,2 L V8 Atmo              | M     | 318   | + 4 tours            |
| 5       | LMP2    | 18  | Era Motorsport                            | Ryan Dalziel Dwight Merriman Christian Rasmussen        | Oreca 07                                | M     | 318   | + 4 tours            |
| 5       | LMP2    | 18  | Era Motorsport                            | Ryan Dalziel Dwight Merriman Christian Rasmussen        | Gibson GK428 4,2 L V8 Atmo              | M     | 318   | + 4 tours            |
| 6       | LMP2    | 52  | PR1/Mathiasen Motorsports                 | Paul-Loup Chatin Ben Keating Alex Quinn                 | Oreca 07                                | M     | 318   | + 4 tours            |
| 6       | LMP2    | 52  | PR1/Mathiasen Motorsports                 | Paul-Loup Chatin Ben Keating Alex Quinn                 | Gibson GK428 4,2 L V8 Atmo              | M     | 318   | + 4 tours            |
| 7       | LMP2    | 04  | Crowdstrike Racing par APR                | George Kurtz Ben Hanley Nolan Siegel (en)               | Oreca 07                                | M     | 318   | + 4 tours            |
| 7       | LMP2    | 04  | Crowdstrike Racing par APR                | George Kurtz Ben Hanley Nolan Siegel (en)               | Gibson GK428 4,2 L V8 Atmo              | M     | 318   | + 4 tours            |
| 8       | LMP2    | 20  | High Class Racing                         | Dennis Andersen Ed Jones Anders Fjordbach               | Oreca 07                                | M     | 317   | + 5 tours            |
| 8       | LMP2    | 20  | High Class Racing                         | Dennis Andersen Ed Jones Anders Fjordbach               | Gibson GK428 4,2 L V8 Atmo              | M     | 317   | + 5 tours            |
| 9 Abd.  | GTP     | 6   | Porsche Team Penske                       | Mathieu Jaminet Nick Tandy Dane Cameron                 | Porsche 963                             | M     | 315   | Accident             |
| 9 Abd.  | GTP     | 6   | Porsche Team Penske                       | Mathieu Jaminet Nick Tandy Dane Cameron                 | Porsche 9RD 4,6 L V8 Turbo              | M     | 315   | Accident             |
| 10 Abd. | GTP     | 10  | Konica Minolta Acura ARX-06               | Filipe Albuquerque Louis Delétraz Ricky Taylor          | Acura ARX-06                            | M     | 315   | Accident             |
| 10 Abd. | GTP     | 10  | Konica Minolta Acura ARX-06               | Filipe Albuquerque Louis Delétraz Ricky Taylor          | Acura AR24e 2,4 L V6 Turbo              | M     | 315   | Accident             |
| 11 Abd. | GTP     | 7   | Porsche Team Penske                       | Matt Campbell Felipe Nasr Michael Christensen           | Porsche 963                             | M     | 315   | Accident             |
| 11 Abd. | GTP     | 7   | Porsche Team Penske                       | Matt Campbell Felipe Nasr Michael Christensen           | Porsche 9RD 4,6 L V8 Turbo              | M     | 315   | Accident             |
| 12      | LMP3    | 74  | Riley                                     | Gar Robinson Felipe Fraga Josh Burdon (en)              | Ligier JS P320                          | M     | 309   | + 13 tours           |
| 12      | LMP3    | 74  | Riley                                     | Gar Robinson Felipe Fraga Josh Burdon (en)              | Nissan VK56DE 5,6 L V8 Atmo             | M     | 309   | + 13 tours           |
| 13      | LMP3    | 13  | AWA                                       | Matt Bell Orey Fidani Lars Kern                         | Duqueine D08                            | M     | 308   | + 14 tours           |
| 13      | LMP3    | 13  | AWA                                       | Matt Bell Orey Fidani Lars Kern                         | Nissan VK56DE 5,6 L V8 Atmo             | M     | 308   | + 14 tours           |
| 14      | LMP3    | 85  | JDC Miller Motorsports                    | Till Bechtolsheimer Tijmen van der Helm Dan Goldburg    | Duqueine D08                            | M     | 308   | + 14 tours           |
| 14      | LMP3    | 85  | JDC Miller Motorsports                    | Till Bechtolsheimer Tijmen van der Helm Dan Goldburg    | Nissan VK56DE 5,6 L V8 Atmo             | M     | 308   | + 14 tours           |
| 15      | LMP3    | 17  | AWA                                       | Wayne Boyd Anthony Mantella Nicolás Varrone (es)        | Duqueine D08                            | M     | 307   | + 15 tours           |
| 15      | LMP3    | 17  | AWA                                       | Wayne Boyd Anthony Mantella Nicolás Varrone (es)        | Nissan VK56DE 5,6 L V8 Atmo             | M     | 307   | + 15 tours           |
| 16      | LMP3    | 4   | Ave Motorsports                           | Seth Lucas Tõnis Kasemets Trenton Estep (en)            | Ligier JS P320                          | M     | 306   | + 16 tours           |
| 16      | LMP3    | 4   | Ave Motorsports                           | Seth Lucas Tõnis Kasemets Trenton Estep (en)            | Nissan VK56DE 5,6 L V8 Atmo             | M     | 306   | + 16 tours           |
| 17      | GTD Pro | 9   | Pfaff Motorsports                         | Klaus Bachler Patrick Pilet Laurens Vanthoor            | Porsche 911 GT3 R                       | M     | 303   | + 19 tours           |
| 17      | GTD Pro | 9   | Pfaff Motorsports                         | Klaus Bachler Patrick Pilet Laurens Vanthoor            | Porsche 4,2 L Flat Six Atmo             | M     | 303   | + 19 tours           |
| 18      | GTD Pro | 14  | Vasser Sullivan                           | Ben Barnicoat Jack Hawksworth Kyle Kirkwood             | Lexus RC F GT3                          | M     | 303   | + 19 tours           |
| 18      | GTD Pro | 14  | Vasser Sullivan                           | Ben Barnicoat Jack Hawksworth Kyle Kirkwood             | Toyota 2UR 5,0 L V8 Atmo                | M     | 303   | + 19 tours           |
| 19      | GTD Pro | 79  | WeatherTech Racing                        | Jules Gounon Daniel Juncadella Maro Engel               | Mercedes-AMG GT3                        | M     | 303   | + 19 tours           |
| 19      | GTD Pro | 79  | WeatherTech Racing                        | Jules Gounon Daniel Juncadella Maro Engel               | Mercedes-Benz M159 6,2 L V8 Atmo        | M     | 303   | + 19 tours           |
| 20      | GTD Pro | 63  | Iron Lynx                                 | Franck Perera Jordan Pepper Romain Grosjean             | Lamborghini Huracán GT3 EVO2            | M     | 303   | + 19 tours           |
| 20      | GTD Pro | 63  | Iron Lynx                                 | Franck Perera Jordan Pepper Romain Grosjean             | Lamborghini 5,2 L V10 Atmo              | M     | 303   | + 19 tours           |
| 21      | GTD Pro | 3   | Corvette Racing                           | Antonio García Jordan Taylor Tommy Milner               | Chevrolet Corvette C8.R GTD             | M     | 303   | + 19 tours           |
| 21      | GTD Pro | 3   | Corvette Racing                           | Antonio García Jordan Taylor Tommy Milner               | Chevrolet 5,5 L V8 Atmo                 | M     | 303   | + 19 tours           |
| 22      | GTD Pro | 62  | Risi Competizione                         | Daniel Serra Davide Rigon Gabriel Casagrande (en)       | Ferrari 296 GT3                         | M     | 303   | + 19 tours           |
| 22      | GTD Pro | 62  | Risi Competizione                         | Daniel Serra Davide Rigon Gabriel Casagrande (en)       | Ferrari 3,0 L V6 Turbo                  | M     | 303   | + 19 tours           |
| 23      | GTD Pro | 95  | Turner Motorsport                         | Bill Auberlen Chandler Hull John Edwards                | BMW M4 GT3                              | M     | 302   | + 20 tours           |
| 23      | GTD Pro | 95  | Turner Motorsport                         | Bill Auberlen Chandler Hull John Edwards                | BMW S58B30T0 3,0 L i6 M TwinPower Turbo | M     | 302   | + 20 tours           |
| 24      | GTP     | 60  | Meyer Shank Racing w/ Curb Agajanian      | Tom Blomqvist Colin Braun Hélio Castroneves             | Acura ARX-06                            | M     | 301   | + 21 tours           |
| 24      | GTP     | 60  | Meyer Shank Racing w/ Curb Agajanian      | Tom Blomqvist Colin Braun Hélio Castroneves             | Acura AR24e 2,4 L V6 Turbo              | M     | 301   | + 21 tours           |
| 25      | GTD     | 1   | Paul Miller Racing                        | Bryan Sellers Madison Snow Corey Lewis                  | BMW M4 GT3                              | M     | 301   | + 21 tours           |
| 25      | GTD     | 1   | Paul Miller Racing                        | Bryan Sellers Madison Snow Corey Lewis                  | BMW S58B30T0 3,0 L i6 M TwinPower Turbo | M     | 301   | + 21 tours           |
| 26      | GTD     | 96  | Turner Motorsport                         | Patrick Gallagher (en) Robby Foley Michael Dinan (en)   | BMW M4 GT3                              | M     | 301   | + 21 tours           |
| 26      | GTD     | 96  | Turner Motorsport                         | Patrick Gallagher (en) Robby Foley Michael Dinan (en)   | BMW S58B30T0 3,0 L i6 M TwinPower Turbo | M     | 301   | + 21 tours           |
| 27      | GTD     | 92  | Kellymoss avec Riley                      | David Brule Alec Udell (en) Julien Andlauer             | Porsche 911 GT3 R                       | M     | 301   | + 21 tours           |
| 27      | GTD     | 92  | Kellymoss avec Riley                      | David Brule Alec Udell (en) Julien Andlauer             | Porsche 4,2 L Flat Six Atmo             | M     | 301   | + 21 tours           |
| 28      | GTD     | 70  | Inception Racing                          | Brendan Iribe Ollie Millroy Frederik Schandorff         | McLaren 720S GT3                        | M     | 301   | + 21 tours           |
| 28      | GTD     | 70  | Inception Racing                          | Brendan Iribe Ollie Millroy Frederik Schandorff         | McLaren M840T 4,0 l V8 Bi-Turbo         | M     | 301   | + 21 tours           |
| 29      | GTD     | 12  | Vasser Sullivan                           | Frankie Montecalvo Aaron Telitz Parker Thompson (en)    | Lexus RC F GT3                          | M     | 301   | + 21 tours           |
| 29      | GTD     | 12  | Vasser Sullivan                           | Frankie Montecalvo Aaron Telitz Parker Thompson (en)    | Toyota 2UR 5,0 L V8 Atmo                | M     | 301   | + 21 tours           |
| 30      | GTD     | 16  | Wright Motorsports                        | Ryan Hardwick Jan Heylen Zacharie Robichon              | Porsche 911 GT3 R                       | M     | 301   | + 21 tours           |
| 30      | GTD     | 16  | Wright Motorsports                        | Ryan Hardwick Jan Heylen Zacharie Robichon              | Porsche 4,2 L Flat Six Atmo             | M     | 301   | + 21 tours           |
| 31      | GTD     | 91  | Kellymoss avec Riley                      | Jaxon Evans Alan Metni (en) Kay van Berlo               | Porsche 911 GT3 R                       | M     | 301   | + 21 tours           |
| 31      | GTD     | 91  | Kellymoss avec Riley                      | Jaxon Evans Alan Metni (en) Kay van Berlo               | Porsche 4,2 L Flat Six Atmo             | M     | 301   | + 21 tours           |
| 32      | GTD     | 77  | Wright Motorsports                        | Alan Brynjolfsson Trent Hindman Maxwell Root            | Porsche 911 GT3 R                       | M     | 301   | + 21 tours           |
| 32      | GTD     | 77  | Wright Motorsports                        | Alan Brynjolfsson Trent Hindman Maxwell Root            | Porsche 4,2 L Flat Six Atmo             | M     | 301   | + 21 tours           |
| 33      | GTD     | 44  | Magnus Racing                             | Andy Lally John Potter Spencer Pumpelly                 | Aston Martin Vantage AMR GT3            | M     | 301   | + 21 tours           |
| 33      | GTD     | 44  | Magnus Racing                             | Andy Lally John Potter Spencer Pumpelly                 | Aston Martin 4,0 L V8 Turbo             | M     | 301   | + 21 tours           |
| 34      | GTD     | 32  | Team Korthoff Motorsports                 | Mikaël Grenier Kenton Koch (en) Mike Skeen (en)         | Mercedes-AMG GT3                        | M     | 301   | + 21 tours           |
| 34      | GTD     | 32  | Team Korthoff Motorsports                 | Mikaël Grenier Kenton Koch (en) Mike Skeen (en)         | Mercedes-Benz M159 6,2 L V8 Atmo        | M     | 301   | + 21 tours           |
| 35      | GTD     | 83  | Iron Dames                                | Rahel Frey Sarah Bovy Michelle Gatting                  | Lamborghini Huracán GT3 EVO2            | M     | 300   | + 22 tours           |
| 35      | GTD     | 83  | Iron Dames                                | Rahel Frey Sarah Bovy Michelle Gatting                  | Lamborghini 5,2 L V10 Atmo              | M     | 300   | + 22 tours           |
| 36      | GTD     | 66  | Gradient Racing                           | Katherine Legge Marc Miller (en) Sheena Monk            | Acura NSX GT3                           | M     | 298   | + 24 tours           |
| 36      | GTD     | 66  | Gradient Racing                           | Katherine Legge Marc Miller (en) Sheena Monk            | Acura 3,5 L V6 Turbo                    | M     | 298   | + 24 tours           |
| 37      | GTD Pro | 23  | Heart of Racing Team                      | Ross Gunn (en) Alex Riberas David Pittard               | Aston Martin Vantage AMR GT3            | M     | 297   | + 25 tours           |
| 37      | GTD Pro | 23  | Heart of Racing Team                      | Ross Gunn (en) Alex Riberas David Pittard               | Aston Martin 4,0 L V8 Turbo             | M     | 297   | + 25 tours           |
| 38      | GTD Pro | 61  | AF Corse                                  | Simon Mann Miguel Molina Francesco Castellacci          | Ferrari 296 GT3                         | M     | 294   | + 28 tours           |
| 38      | GTD Pro | 61  | AF Corse                                  | Simon Mann Miguel Molina Francesco Castellacci          | Ferrari 3,0 L V6 Turbo                  | M     | 294   | + 28 tours           |
| 39      | LMP3    | 38  | Performance Tech Motorsports              | Christopher Allen Robert Mau Tristan Nunez              | Ligier JS P320                          | M     | 290   | + 32 tours           |
| 39      | LMP3    | 38  | Performance Tech Motorsports              | Christopher Allen Robert Mau Tristan Nunez              | Nissan VK56DE 5,6 L V8 Atmo             | M     | 290   | + 32 tours           |
| 40      | GTD     | 47  | Cetilar Racing                            | Antonio Fuoco Roberto Lacorte Giorgio Sernagiotto       | Ferrari 296 GT3                         | M     | 290   | + 32 tours           |
| 40      | GTD     | 47  | Cetilar Racing                            | Antonio Fuoco Roberto Lacorte Giorgio Sernagiotto       | Ferrari 3,0 L V6 Turbo                  | M     | 290   | + 32 tours           |
| 41 Abd. | LMP2    | 51  | Rick Ware Racing                          | Devlin DeFrancesco Pietro Fittipaldi Eric Lux           | Oreca 07                                | M     | 289   | Accident             |
| 41 Abd. | LMP2    | 51  | Rick Ware Racing                          | Devlin DeFrancesco Pietro Fittipaldi Eric Lux           | Gibson GK428 4,2 L V8 Atmo              | M     | 289   | Accident             |
| 42 Abd. | GTD     | 27  | Heart of Racing Team                      | Roman De Angelis (en) Ian James Marco Sørensen          | Aston Martin Vantage AMR GT3            | M     | 287   | Accident             |
| 42 Abd. | GTD     | 27  | Heart of Racing Team                      | Roman De Angelis (en) Ian James Marco Sørensen          | Aston Martin 4,0 L V8 Turbo             | M     | 287   | Accident             |
| 43      | GTD     | 80  | AO Racing                                 | P.J. Hyett (en) Gunnar Jeannette Sebastian Priaulx (en) | Porsche 911 GT3 R                       | M     | 285   | + 37 tours           |
| 43      | GTD     | 80  | AO Racing                                 | P.J. Hyett (en) Gunnar Jeannette Sebastian Priaulx (en) | Porsche 4,2 L Flat Six Atmo             | M     | 285   | + 37 tours           |
| 44      | LMP3    | 33  | Sean Creech Motorsport                    | João Barbosa Lance Willsey Nico Pino                    | Ligier JS P320                          | M     | 283   | + 39 tours           |
| 44      | LMP3    | 33  | Sean Creech Motorsport                    | João Barbosa Lance Willsey Nico Pino                    | Nissan VK56DE 5,6 L V8 Atmo             | M     | 283   | + 39 tours           |
| 45 Abd. | LMP3    | 30  | Jr III Racing                             | Ari Balogh Garett Grist Dakota Dickerson                | Ligier JS P320                          | M     | 282   | Accident             |
| 45 Abd. | LMP3    | 30  | Jr III Racing                             | Ari Balogh Garett Grist Dakota Dickerson                | Nissan VK56DE 5,6 L V8 Atmo             | M     | 282   | Accident             |
| 46 Abd. | GTD     | 78  | Forte Racing Powered by USRT (en)         | Misha Goikhberg Loris Spinelli (pl) Benjamín Hites (es) | Lamborghini Huracán GT3 EVO2            | M     | 279   | Accident             |
| 46 Abd. | GTD     | 78  | Forte Racing Powered by USRT (en)         | Misha Goikhberg Loris Spinelli (pl) Benjamín Hites (es) | Lamborghini 5,2 L V10 Atmo              | M     | 279   | Accident             |
| 47 Abd. | GTP     | 01  | Cadillac Racing                           | Sébastien Bourdais Renger van der Zande Scott Dixon     | Cadillac V-LMDh                         | M     | 241   | Feu                  |
| 47 Abd. | GTP     | 01  | Cadillac Racing                           | Sébastien Bourdais Renger van der Zande Scott Dixon     | Cadillac LMC55R 5,5 L V8 Atmo           | M     | 241   | Feu                  |
| 48 Abd. | LMP3    | 36  | Andretti Autosport                        | Jarett Andretti (en) Gabby Chaves Glenn van Berlo (en)  | Ligier JS P320                          | M     | 230   | Moteur               |
| 48 Abd. | LMP3    | 36  | Andretti Autosport                        | Jarett Andretti (en) Gabby Chaves Glenn van Berlo (en)  | Nissan VK56DE 5,6 L V8 Atmo             | M     | 230   | Moteur               |
| 49 Abd. | GTD     | 57  | Winward Racing                            | Russell Ward (en) Philip Ellis Indy Dontje (en)         | Mercedes-AMG GT3                        | M     | 198   | Accident             |
| 49 Abd. | GTD     | 57  | Winward Racing                            | Russell Ward (en) Philip Ellis Indy Dontje (en)         | Mercedes-Benz M159 6,2 L V8 Atmo        | M     | 198   | Accident             |
| 50 Abd. | GTD     | 93  | Racers Edge Motorsports avec WTR          | Daniel Formal Ashton Harrison Kyle Marcelli (en)        | Acura NSX GT3                           | M     | 186   | Collision            |
| 50 Abd. | GTD     | 93  | Racers Edge Motorsports avec WTR          | Daniel Formal Ashton Harrison Kyle Marcelli (en)        | Acura 3,5 L V6 Turbo                    | M     | 186   | Collision            |
| 51 Abd. | GTP     | 24  | BMW M Team RLL                            | Philipp Eng Augusto Farfus Marco Wittmann               | BMW M Hybrid V8                         | M     | 172   | Surchauffe           |
| 51 Abd. | GTP     | 24  | BMW M Team RLL                            | Philipp Eng Augusto Farfus Marco Wittmann               | BMW P66/3 4,0 L V8 Turbo                | M     | 172   | Surchauffe           |
| 52 Abd. | LMP2    | 35  | TDS Racing                                | François Hériau Giedo van der Garde Josh Pierson        | Oreca 07                                | M     | 132   | Accident             |
| 52 Abd. | LMP2    | 35  | TDS Racing                                | François Hériau Giedo van der Garde Josh Pierson        | Gibson GK428 4,2 L V8 Atmo              | M     | 132   | Accident             |
| 53 Abd. | GTD     | 023 | Triarsi Competizione                      | Alessio Rovera Charlie Scardina Onofrio Triarsi         | Ferrari 296 GT3                         | M     | 95    | Alternateur          |
| 53 Abd. | GTD     | 023 | Triarsi Competizione                      | Alessio Rovera Charlie Scardina Onofrio Triarsi         | Ferrari 3,0 L V6 Turbo                  | M     | 95    | Alternateur          |

## Pole position et record du tour
- Pole position :  Pipo Derani (#31 Whelen Engineering Racing) en 1 min 45 s 836
- Meilleur tour en course :  Renger van der Zande (#01  Cadillac Racing) en 1 min 48 s 311

## Tours en tête
- no 31 Cadillac V-LMDh - Whelen Engineering Racing :  61 tours (1-27 / 196-220 / 307-308 / 316-322)[6]
- no 01 Cadillac V-LMDh - Cadillac Racing :  120 tours (28-29 / 31-57 / 62-85 / 90-115 / 120-138 / 169-170 / 221-240)
- no 60 Acura ARX-06 - Meyer Shank Racing :  11 tours (30 / 88-89 / 116-119 / 246-248 / 276)
- no 10 Acura ARX-06 - Konica Minolta Acura ARX-06 :  115 tours (58-61 / 139-168 / 171-195 / 241-245 / 249-273 / 277-286 / 290-305)
- no 24 BMW M Hybrid V8 - BMW M Team RLL :  2 tours (86-87)
- no 7 Porsche 963 - Porsche Team Penske :  3 tours (274-275 / 306)
- no 25 BMW M Hybrid V8 - BMW M Team RLL :  3 tours (287-289)
- no 6 Porsche 963 - Porsche Team Penske :  7 tours (309-315)

## À noter
- Longueur du circuit : 3,74 miles (6,018 km)
- Distance parcourue par les vainqueurs : 1 204,28 miles (1937,79 km)